# Johannes Rentsch (Jurist)
Johannes Rentsch (* 24. Februar 1908 in Zwickau; † 1945 oder später) war ein deutscher Jurist, Leiter der Geheimen Staatspolizei und Kriegsverbrecher.

## Leben
Johannes Rentsch war der Sohn eines Zwickauer Postamtmannes aus kleinbürgerlichen Verhältnissen. Nach seinem Abitur studierte er Rechtswissenschaften, schloss sein zweites Staatsexamen jedoch nur mit der Note „befriedigend“ ab, so dass ihm die Laufbahn eines Richters verschlossen blieb.
Noch während der Weimarer Republik trat Rentsch im Verlauf seines Referendariats zum 1. November 1931 in die NSDAP ein (Mitgliedsnummer 712.504). Im Folgejahr 1932 wurde er Mitglied der SA.
Nach der Machtergreifung durch die Nationalsozialisten kam Johannes Rentsch – nach kurzzeitiger Beschäftigung beim Arbeitsamt – im Dezember 1934 zunächst zum Geheimen Staatspolizeiamt Sachsen. Im selben Jahr trat er zudem der SS (Mitgliedsnummer 272.510) bei.
Bei der Stapoleitstelle Dresden brachte es Rentsch bis zum Abteilungsleiter. Nachdem 1938 die zuständige SD-Stelle in einer Beurteilung seine „[...] einwandfreie und stets disziplinierte Haltung“ hervorgehoben und betont hatte, Rentsch würde bei seinen „SS-Kameraden“ besonders geschätzt, da bei ihm „[...] kein Standesdünkel“ vorhanden sei, übernahm Johannes Rentsch mit knapp 31 Jahren im März 1939 die Leitung der im seinerzeitigen Sudetenland neu eingerichteten Stapoleitstelle Reichenberg. Rund drei Monate später wurde er in gleicher Position nach Saarbrücken versetzt.
Während des Zweiten Weltkrieges wurde Johannes Rentsch im Dezember 1943 von Saarbrücken nach Hannover versetzt, wo er in der Nachfolge von Rudolf Batz die Leitung der Gestapo Hannover übernahm. Als letzter Leiter dieser Einrichtung in der Schlägerstraße in der Südstadt Hannovers war Rentsch bis zum Kriegsende für fünf Deportationen von Juden aus Hannover in das KZ Theresienstadt verantwortlich.
Eines der „Endphaseverbrechen“ war der Befehl des hannoverschen Gestapoleiters, „[...] 154 Zwangsarbeiter, überwiegend Kriegsgefangene“ am Seelhorster Friedhof zu ermorden. Seiner Verurteilung entzog sich der ehemalige SS-Obersturmbannführer Rentsch 1945 oder später durch Selbstmord.

## Archivalien
Archivalien von und über Johannes Rentsch finden beispielsweise
- als Porträtfotografie von 1936 im deutschen Bundesarchiv, Signatur BA Berlin, BDC RS[1]